# Farul Comisiei Europene a Dunării de la Sulina
Farul Comisiei Europene a Dunării (cunoscut și drept Farul Vechi sau Farul Observator) este un monument istoric situat pe Strada II din orașul Sulina, România. Amplasat inițial în apropierea punctului de vărsare a Dunării în Marea Neagră, farul se află astăzi, în urma expansiunii uscatului și a modificării liniei litoralului, la circa 1,5 km de țărmul mării.

## Caracteristici
De formă tronconică, farul este zidit din cărămidă legată cu mortar de var, tencuită la interior și exterior. Farul este înalt de 17,34 m, iar accesul în interior, pe toată înălțimea lui, se face printr-o scară metalică în spirală, ancorată în zidărie și iluminată prin trei ferestre circulare dispuse la înălțimi diferite. 
În partea superioară a farului era construită o platformă pentru circulație, cu balustradă metalică în jurul cupolei. Ulterior, ea a fost amenajată pentru accesul vizitatorilor. Vigia (cupola) farului a fost construită din tablă de cupru de formă cilindrică, cu diametrul de 2 m, acoperită cu table în pantă și cu vârf pe care era montată o giruetă.
Farul emitea pe vremuri o lumină albă fixă, vizibilă de la o distanță de 15 mile nautice. Inițial, pentru iluminat erau folosite lămpi cu ulei, dar din 1910-1911 a fost introdus iluminatul electric.

## Istoric
Farul este construit de administrația rusă care a ocupat Delta Dunării între septembrie 1829 (Tratatul de la Adrianopol) și martie 1856 (Tratatul de la Paris) și a fost dat în funcțiune în data de 25 octombrie 1841, conform avizului către navigatori publicat în ziarul Journal d’Odessa. Scopul său era avertizarea și ghidarea pe vizibilitate scăzută sau pe timp de noapte a navelor care intenționau să intre pe Brațul Sulina venind dinspre Marea Neagră. Lumina farului era vizibilă de la 15 mile marine.
Pe 1 aprilie 1879, farul a fost preluat în administrare de Comisiunea Europeană a Dunării, organism european constituit în urma Tratatului de la Paris din 30 martie 1856 și însărcinat cu supravegherea liberei circulații pe Dunăre și a liberului acces în și dinspre Marea Neagră.
Farul a fost modernizat, iar în dreptul lui, cu fața spre mare, a fost instalat un panou de dimensiuni mari și vizibil navelor, pe care era afișată adâncimea apei, în picioare, la intrarea pe Canalul Sulina.
În timp, farul a suferit o serie de modificări: cupolei i s-a adăugat pe contur un număr de patru rânduri de ochiuri de ferestre cu sticlă din cristal gros. În jurul farului au fost construite locuințe pentru personal și clădiri pentru depozitarea materialelor necesare funcționării instalației, iar iluminatul cu ulei a fost înlocuit cu iluminat electric, între 1910-1911.
După desființarea, în 1938, a Comisiunii Europene a Dunării, farul din Sulina a fost transferat în proprietatea Administrației Fluviale a Dunării de Jos din Galați, apoi în patrimoniul Muzeului „Delta Dunării” din Tulcea. Farul a fost scos din funcțiune în 6 ianuarie 1986, cand a fost declarat far stins (inlocuit cu Farul nou). În 1991, el a fost preluat de către Ministerul Culturii și restaurat între 1995 și 1997, fiind transformat în muzeu. Din 2003, ansamblul muzeal se află sub administrarea Institutului de Cercetări Eco-Muzeale Tulcea.
Muzeul actual adăpostește la parter o sală dedicată Comisiunii Europene a Dunării, precum și cabinetul de lucru al scriitorului Eugeniu P. Botez, cunoscut sub pseudonimul literar Jean Bart.

## Galerie de imagini

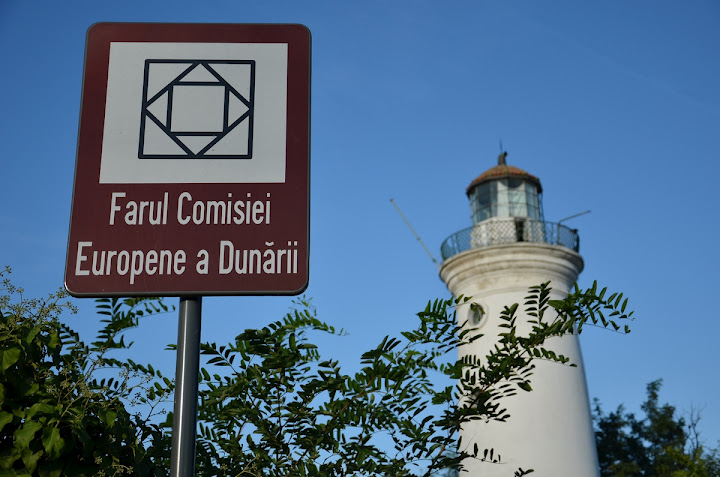
Indicator privind monumentul istoric.
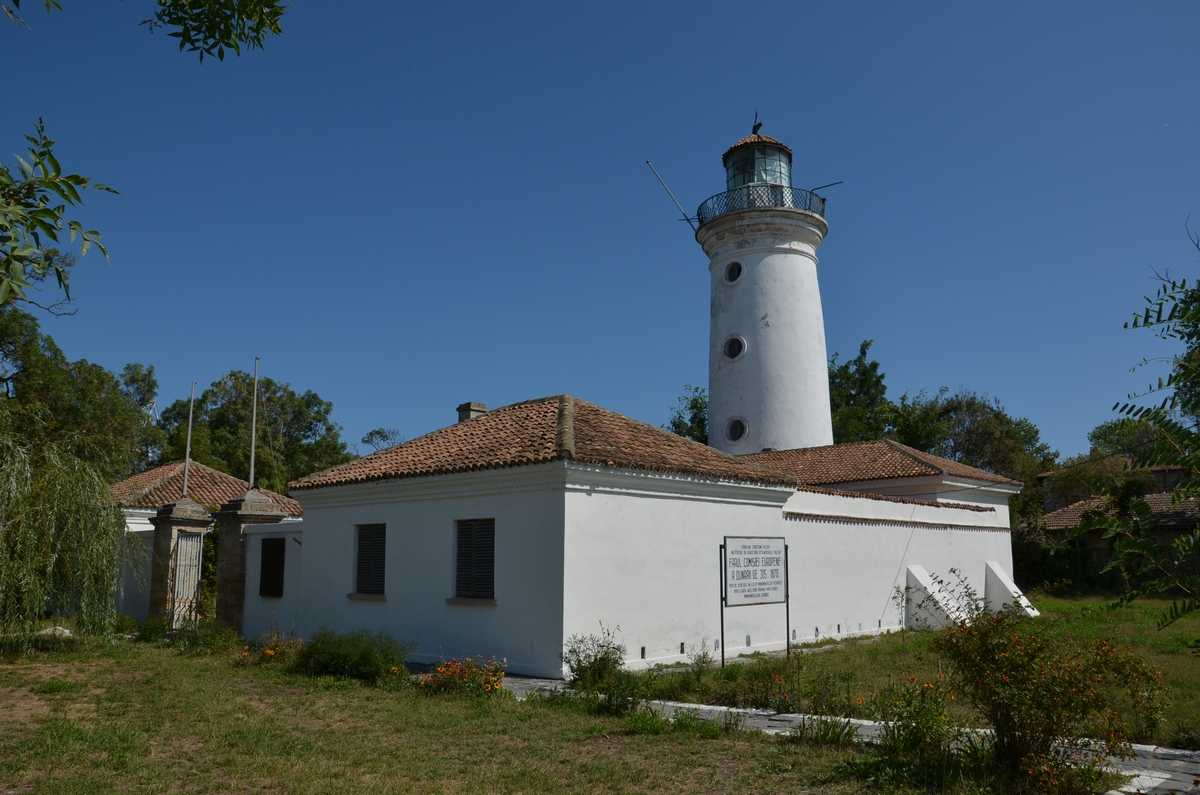
Muzeul Farului.
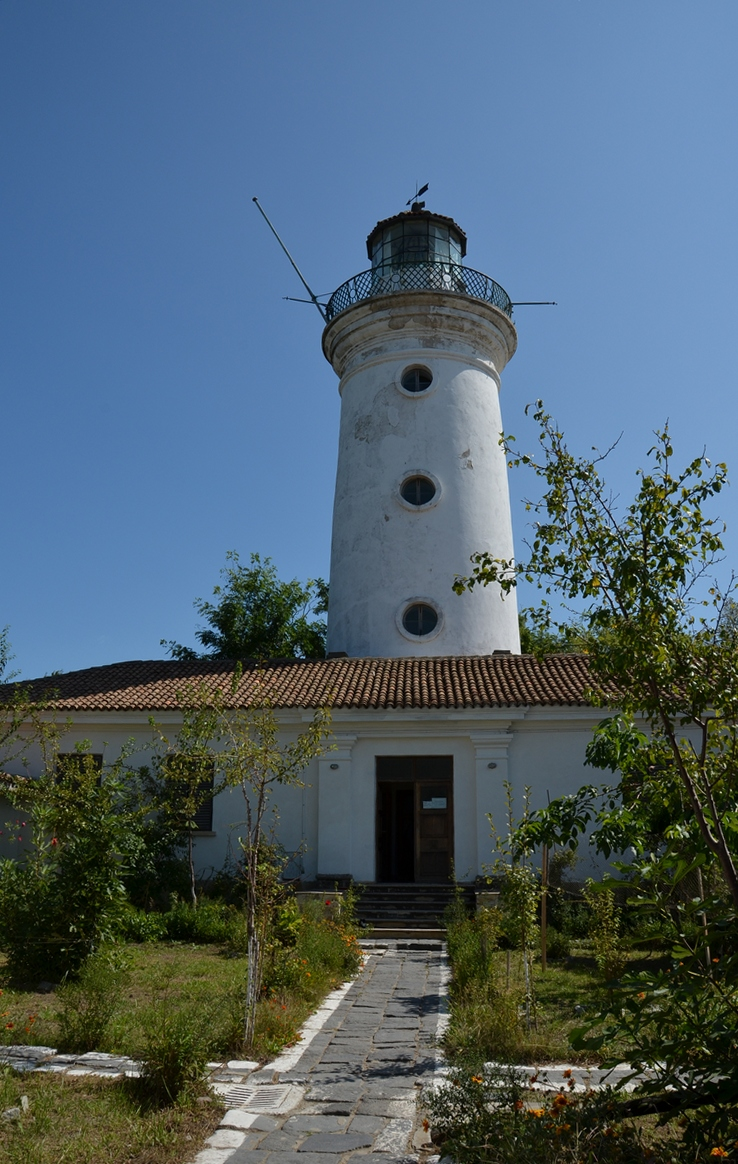
Intrarea în muzeu.
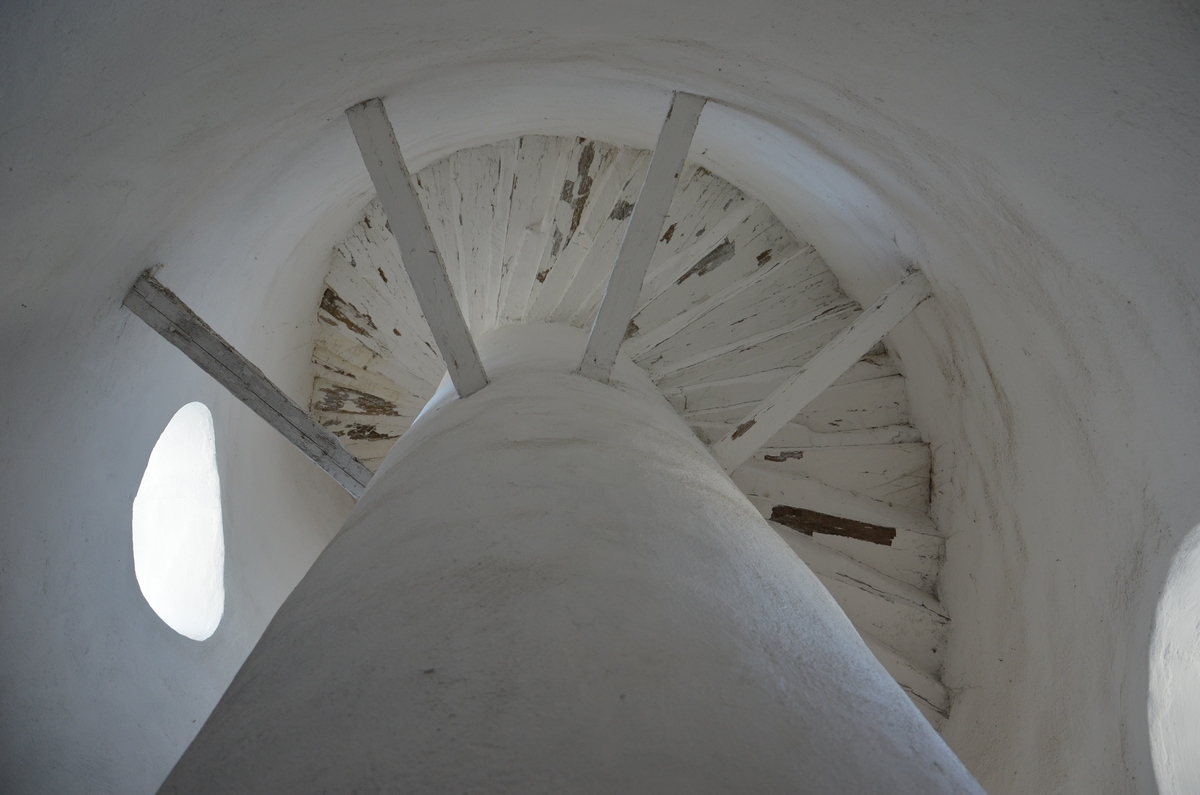
Scara interioară.
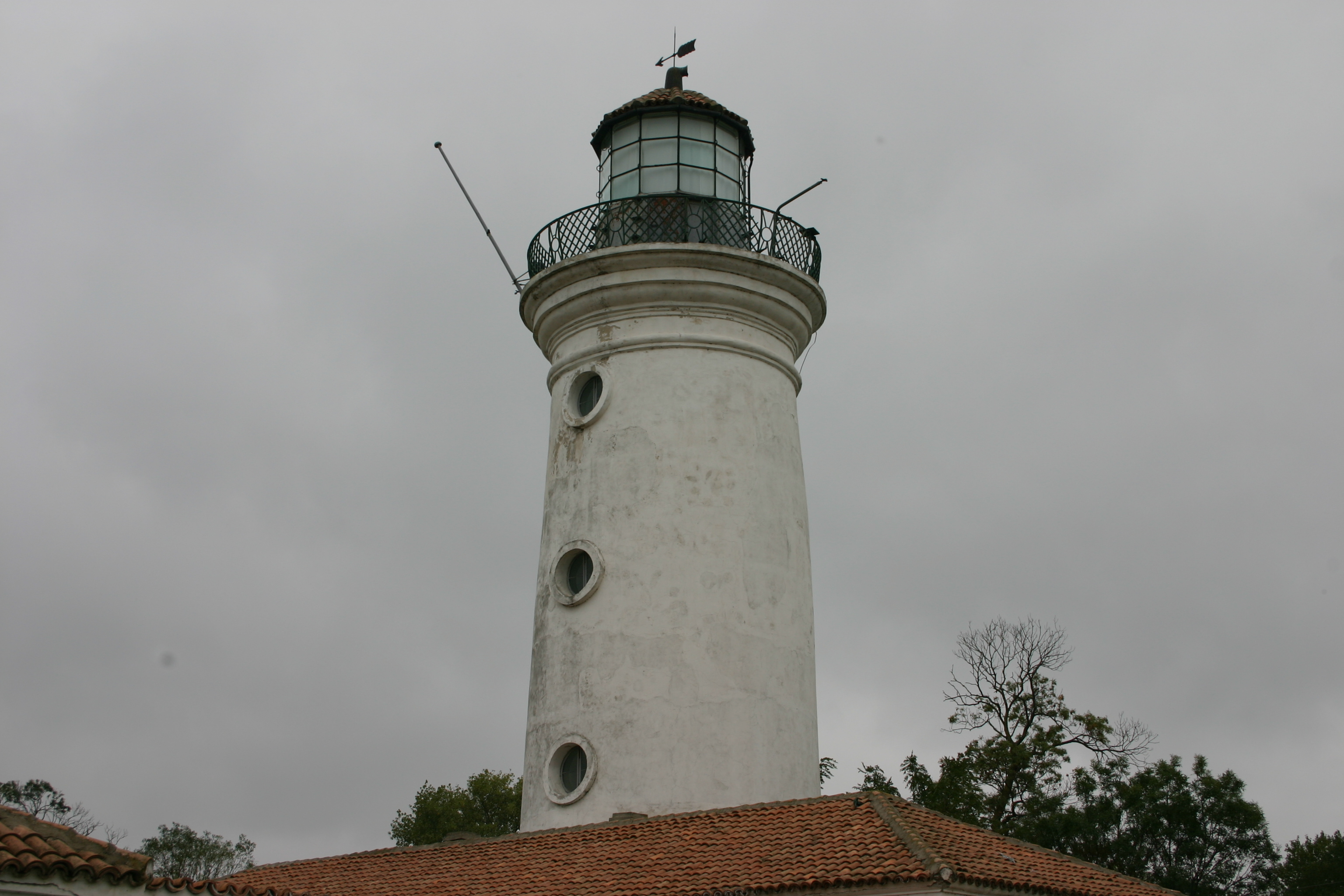
Farul propriu-zis. Este vizibilă și girueta.
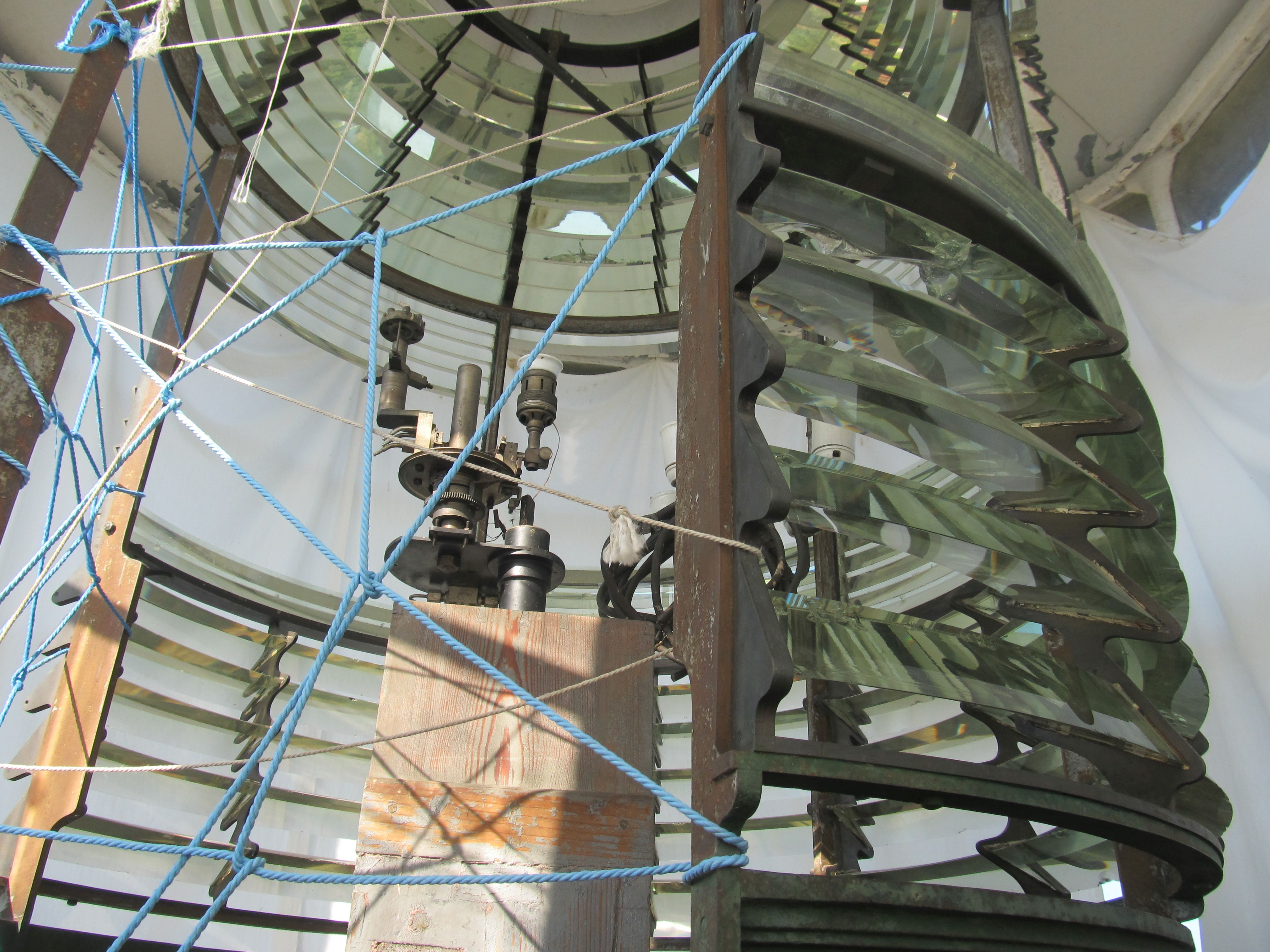
Sursa de iluminat și lentilele fresnel
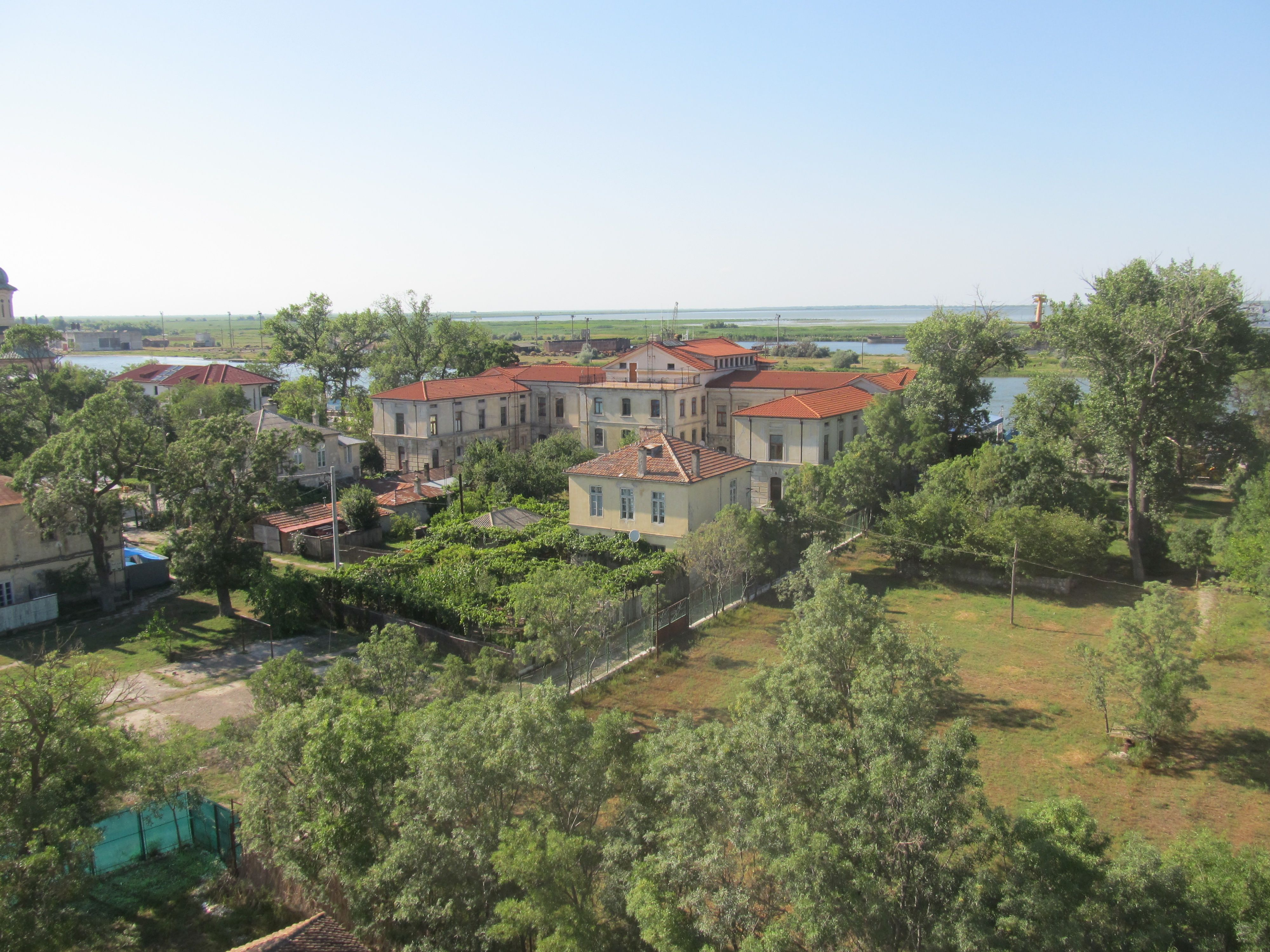
Palatul Comisiunii Europene, Brațul Sulina și Golful Musura văzute din far.